# Eduard Steuermann
Eduard Steuermann (Sambor, Galicie, 18 juin 1892 – New York, 11 novembre 1964) est un pianiste classique et compositeur américain, d'origine juive polonaise.

## Biographie
Steuermann étudie le piano avec Vilém Kurz à Lviv (Lvov ou Lemberg à l'époque, dans l'ouest de l'Ukraine) et Ferruccio Busoni à Berlin. Il étudie également la composition avec Arnold Schönberg. Il participe à la création de Pierrot lunaire du même Schönberg et poursuit son association avec celui-ci en tant que pianiste dans le cadre de sa Société pour les performances publiques, à Vienne.
En 1952 on lui décerne le prix de l'ISCM (Société internationale pour la musique contemporaine) et la médaille Schönberg. Steuermann est également dédicataire des Variations op. 27 d'Anton Webern, mais en laisse la création à un autre pianiste en raison de ses désaccords avec l'évolution du régime politique en Allemagne.
Aux États-Unis, où il émigre en 1938, outre son rôle crucial dans la vie musicale, il est célébré pour ses interprétations publiques de Beethoven dans les années 1950 et devient un renommé professeur de la Juilliard School à New York. Parmi ses disciples les plus connus, il faut citer Josef Raieff, Jerome Lowenthal, Theodor W. Adorno, Alfred Brendel, Joseph Kalichstein, Russell Sherman et Menahem Pressler.